# След залеза
След залеза (на английски: After the Sunset) е американски филм от 2004 г. с участието на Пиърс Броснан, Салма Хайек и Уди Харелсън на режисьора Брет Ратнър.
Във филма за кратко се появяват и баскетболните звезди Шакил О'Нийл, Гари Пейтън и Карл Малоун. По-голямата част от него е заснета в Насау, столицата на Бахамските острови.

## Сюжет
Професионалният крадец Макс Бърдет (Пиърс Броснан) и приятелката му Лола (Салма Хайек) се оттеглят на Бахамите, след последния си голям удар - кражбата на един от трите Наполеонови диаманта. Агентът от ФБР Стан Лойд (Уди Харелсън), който преследва престъпното дуо от години обаче не вярва на това и ги последва в карибския рай. На острова двамата с Макс се сприятеляват и агентът почти е убеден, че крадецът наистина е решил да сложи край на ударите. Докато не акостира поредният круизен кораб с третия Наполеонов диамант на борда...

## Дублажи

### Арс Диджитал Студио /НТВ/ (2009)
| Преводач             | Яна Янева                                                    |
| Озвучаващи артисти   | Татяна Захова Христина Ибришимова Калин Сърменов Васил Бинев |
| Режисьор на дублажа  | Екатерина Късметлийска                                       |
| Техническа обработка | Арс Диджитал Студио                                          |
| Тонрежисьор          | Венцислав Велев                                              |

### bTV(2012)
| Преводач            | Полина Николова                                                             |
| Режисьор на дублажа | Здрава Каменова                                                             |
| Тонрежисьор         | Галина Наумова                                                              |
| Озвучаващи артисти  | Ирина Маринова Яна Маринова Христо Чешмеджиев Христо Узунов Димитър Иванчев |